# Felix Reda
Felix Reda (Bonn, 30 de novembro de 1986) é um político alemão e antigo membro do Parlamento Europeu (MEP) da Alemanha (serviu de 2014 a 2019). É membro do Partido Pirata da Alemanha, parte do grupo Verdes– Aliança Livre Europeia. Foi vice-presidente do grupo Verdes / ALE desde 2014.  Também foi anteriormente o presidente da Juventude Pirata da Europa.

## Carreira política
Reda tornou-se membro do Partido Social-Democrata da Alemanha, de centro-esquerda, quando tinha 16 anos.  Ele estudou política e ciências da publicidade na Universidade de Mainz.  Em 2009, Reda começou a se tornar ativo no Partido Pirata nacional e de 2010 a 2012 foi presidente dos Jovens Piratas (Junge Piraten).  Em 2013,  foi um dos co-fundadores dos Jovens Piratas da Europa.  Em janeiro de 2014, foi escolhido para liderar a lista de candidatos para as eleições europeias do Partido Pirata da Alemanha , que posteriormente ganhou uma vaga.
No Parlamento Europeu , Reda juntou-se ao grupo dos Verdes / ALE.  É membro da Comissão dos Assuntos Jurídicos, bem como membro suplente das comissões do Mercado Interno e da Protecção dos Consumidores e das Petições .  É membro do Comité Directivo do intergrupo da Agenda Digital, um fórum de deputados interessados em questões digitais.

## Reforma dos direitos autorais

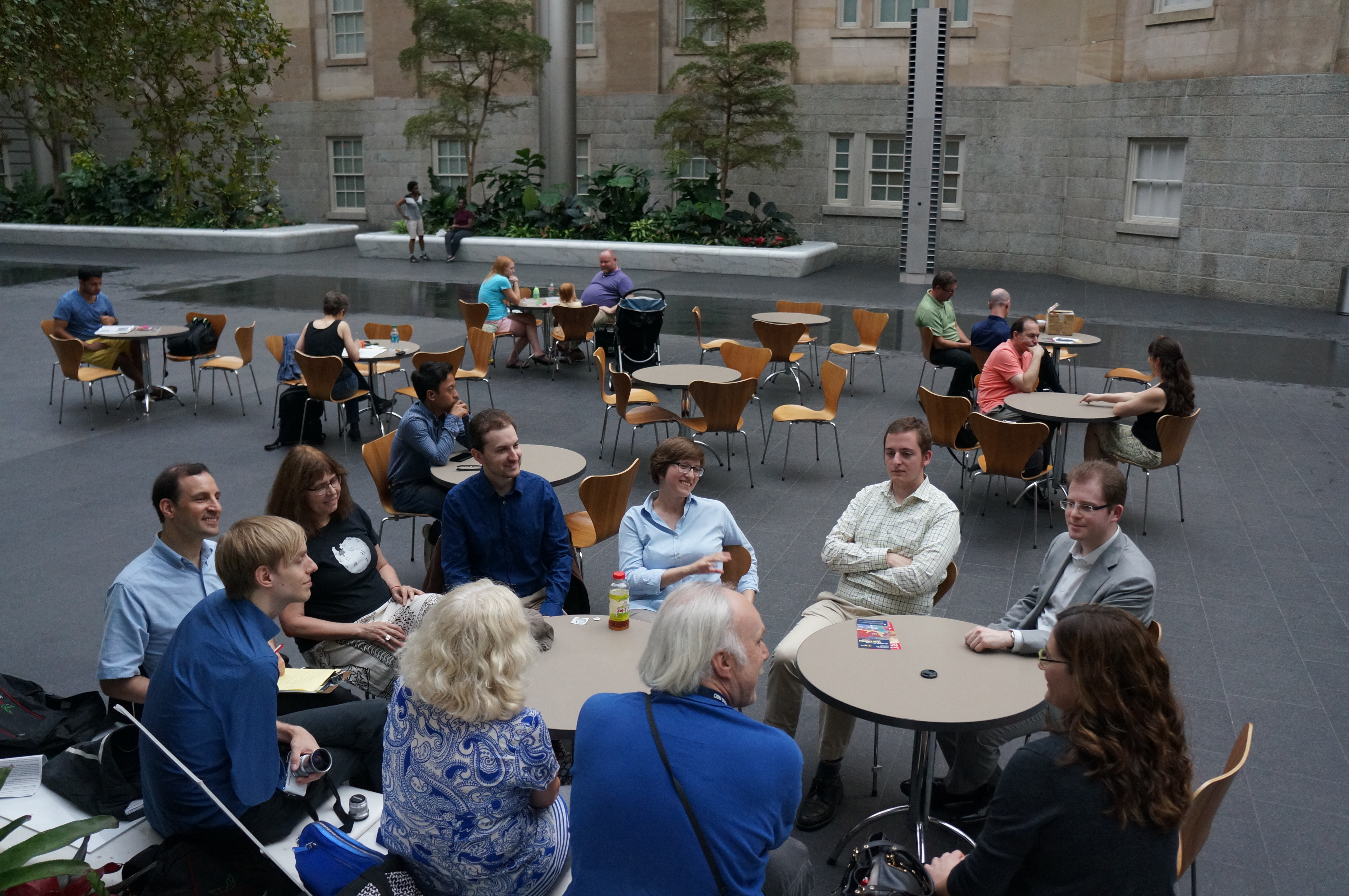
O MEP Reda em reunião informal em Washington, DC, sobre questões de direitos autorais nos Estados Unidos.

Reda declarou que a reforma dos direitos autorais será seu foco para o mandato legislativo.
Em novembro de 2014, Reda foi nomeado relator da revisão do Parlamento da Diretiva de Direitos Autorais de 2001.  O seu projecto de relatório  recomendava a harmonização à escala da UE das excepções aos direitos de autor, uma redução da duração dos mandatos , amplas excepções para fins educativos  e um reforço da posição de negociação dos autores em relação aos editores, entre outras medidas.
A reação das partes interessadas foi variada: a coalizão de artistas alemães Urheberrecht, de um modo geral, congratulou-se com o projecto  enquanto a sociedade de arrecadação francesa SACD  disse que era "inaceitável"; o autor e ativista dos direitos autorais Cory Doctorow condiderou as propostas "incrivelmente sensatas", enquanto a ex -pirata sueca MEP Amelia Andersdotter as criticou por serem muito conservadoras.
Em 2015, o relatório de Reda foi aprovado pelo comitê de assuntos legais, mas com uma emenda que recomendava restringir a liberdade de panorama na Europa.  Reda se opôs fortemente a essa emenda e fez campanha contra ela.  A emenda foi posteriormente rejeitada pelo plenário do Parlamento Europeu.

## Vida pessoal
Em 26 de janeiro de 2022 Reda anunciou que é uma pessoa transgênero e passou a autodenominar-se Félix Reda.